# Azeglio Vicini
Azeglio Vicini (Cesena, Italija, 20. ožujka 1933.) je bivši talijanski nogometaš i nogometni trener.
Kao igrač, s Vicenzom je u sezoni 1954./55. osvojio Serie B a nastupao je još i za Sampdoriju i Bresciju. Nakon igračkog umirovljenja 1966. godine, postao je trener te je preuzeo momčad Brescije. Poslije jedne sezone vodio je talijanske U23 i U21 selekcije.
Vicini je 1986. godine postao izbornik talijanske reprezentacije s kojom je osvojio broncu na Svjetskom prvenstvu 1990. pobijedivši Englesku s 2:1 na Stadionu San Nicola. Zbog toga mu je iste godine dodijeljena godišnja trenerska nagrada Seminatore d'oro.
Otpušten je nakon što se s reprezentacijom nije uspio kvalificirati na EURO 1992. a naslijedio ga je Arrigo Sacchi. Nakon otkaza, Vicini je vodio još Cesenu i Udinese.

## Osvojeni trofeji

### Igrački trofeji
| Natjecanje | Trofej  | Sezona    |
| ---------- | ------- | --------- |
| Vicenza    | Serie B | 1954./55. |

### Trenerski trofeji
| Natjecanje   | Trofej | Godina |
| ------------ | ------ | ------ |
| SP u Italiji | Bronca | 1990.  |

### Individualni trofeji
| Trofej           | Godina |
| ---------------- | ------ |
| Seminatore d'oro | 1986.  |

### Ordeni
- Grande Ufficiale Ordine al Merito della Repubblica Italiana: 1991.

- Premio Malatesta Novello – Città di Cesena: 2008.